# Valeriu Burtea
Valeriu Burtea (n. ?) este un fost ofițer în Armata Română, participant la represiunea revoltei populare de la Cluj din 21 decembrie 1989. Pentru implicarea sa în represiune a fost condamnat la 9 ani de închisoare.
Este autorul celebrei sintagme "Trageți in ei, că nu sunt oameni" cu care a ordonat subalternilor săi, Carp Dando și celor trei companii pe care acesta le comanda, să reprime revolta la plecarea acestuia din unitatea militară din Florești.